# Xã Bear Creek, Quận Poweshiek, Iowa
Xã Bear Creek (tiếng Anh: Bear Creek Township) là một xã thuộc quận Poweshiek, tiểu bang Iowa, Hoa Kỳ. Năm 2010, dân số của xã này là 1.820 người.